# Тетракварк
Тетракварк — элементарная частица, адрон, состоящий из двух кварков и двух антикварков.
Спин тетракварка может быть только целым, поэтому тетракварковую структуру могут иметь только мезоны.
Из-за наличия большего числа степеней свободы, тетракварки могут обладать квантовыми числами, невозможными в случае кварк-антикварковых пар (то есть обычных мезонов). Вместе с обычными кварк-антикварковыми состояниями, мезонной молекулой является одним трёх сценариев описания скалярных мезонов. Открыт в 2014 году экспериментом LHCb Большого адронного коллайдера.

## Обнаружение
В качестве возможных кандидатов в тетракварки часто рассматривались нейтральные мезоны a0(980) и f0(980), а также семейство возбуждённых Ds-мезонов.
В январе 2012 года коллаборацией Belle сообщалось об открытии новых[прояснить] экзотических тетракварков на электрон-позитронном коллайдере KEKB (Япония). В июне 2013 года две независимые группы сообщили о Zc(3900).
Экзотические адроны не вписываются в традиционную классификацию, согласно которой все адроны (субатомные частицы, принимающие участие в сильном взаимодействии) подразделяются на барионы, состоящие из трёх кварков, и мезоны, включающие в себя кварк и антикварк. В числе таких «нестандартных» частиц, обнаруженных физиками — Z(4430), первые свидетельства существования которой были получены в 2007 году. Z(4430) представляет собой тетракварк и состоит из двух кварков и двух антикварков.
Однако достоверность результатов, полученных в ходе эксперимента Belle, когда Z(4430) была замечена впервые, показалась научному сообществу сомнительной: замеченный физиками пик, свидетельствующий, что на детектор попала частица массой 4430 МэВ, вполне мог появиться в результате ошибки при анализе данных. Позже результаты Belle Corporation были подтверждены со статистической значимостью 5.2 σ (в физике частиц статистическая значимость определяется как величина, кратная сигма), а недавние эксперименты на LHCb окончательно доказали — тетракварк Z(4430) существует.
Международная группа ученых проанализировала более 25 000 распадов B-мезонов, выбранных из данных о 180 триллионах протон-протонных столкновений в БАК. Статистическая значимость сигнала Z (4430) составила как минимум 13,9 σ, что более чем достаточно для подтверждения существования этой частицы.
В 2020 году было объявлено о возможном обнаружении в экспериментах на Большом адронном коллайдере тетракварка X(6900), состоящего из двух очарованных кварков и двух очарованных антикварков ({\displaystyle cc{\overline {cc}}}). Этот тетракварк может быть также описан как связанное состояние пары частиц J/ψ ({\displaystyle c{\overline {c}}}). При этом полностью исключить вероятность того, что наблюдавшийся резонанс не объясняется, например, перерассеянием двух J/ψ-мезонов, не удалось.
29 июля 2021 года коллаборация LHCb на конференции Европейского физического общества по физике высоких энергий (The European Physical Society Conference on High Energy Physics, EPS-HEP) сообщила об открытии нового экзотического тетракварка. Этот адрон состоит из двух тяжелых c-кварков и легких анти-u- и анти-d-кварка. Экзотичность новой частицы заключается в том, что это первый открытый тетракварк с так называемым «двойным открытым очарованием»: он включает в себя два очарованных кварка и ни одного анти-c-кварка. Все остальные экспериментально открытые тетракварки обладают либо «скрытым очарованием» (то есть имеют в своем составе равное количество c-кварков и их античастиц), либо «одинарным открытым очарованием» (то есть включают один очарованный кварк).